# Lonchura pallidiventer
Lonchura pallidiventer Restall, 1996 è un uccello passeriforme appartenente alla famiglia degli estrildidi.
Questa specie venne proposta in base a un esemplare osservato in Indonesia. Tuttavia, la validità del taxon non è stata riconosciuta dal Congresso ornitologico internazionale, e si tende a ritenerla piuttosto un ibrido fra altre specie del genere Lonchura (in particolare cappuccino calotta bianca e cappuccino cinque colori).